# 中山大學中山眼科中心

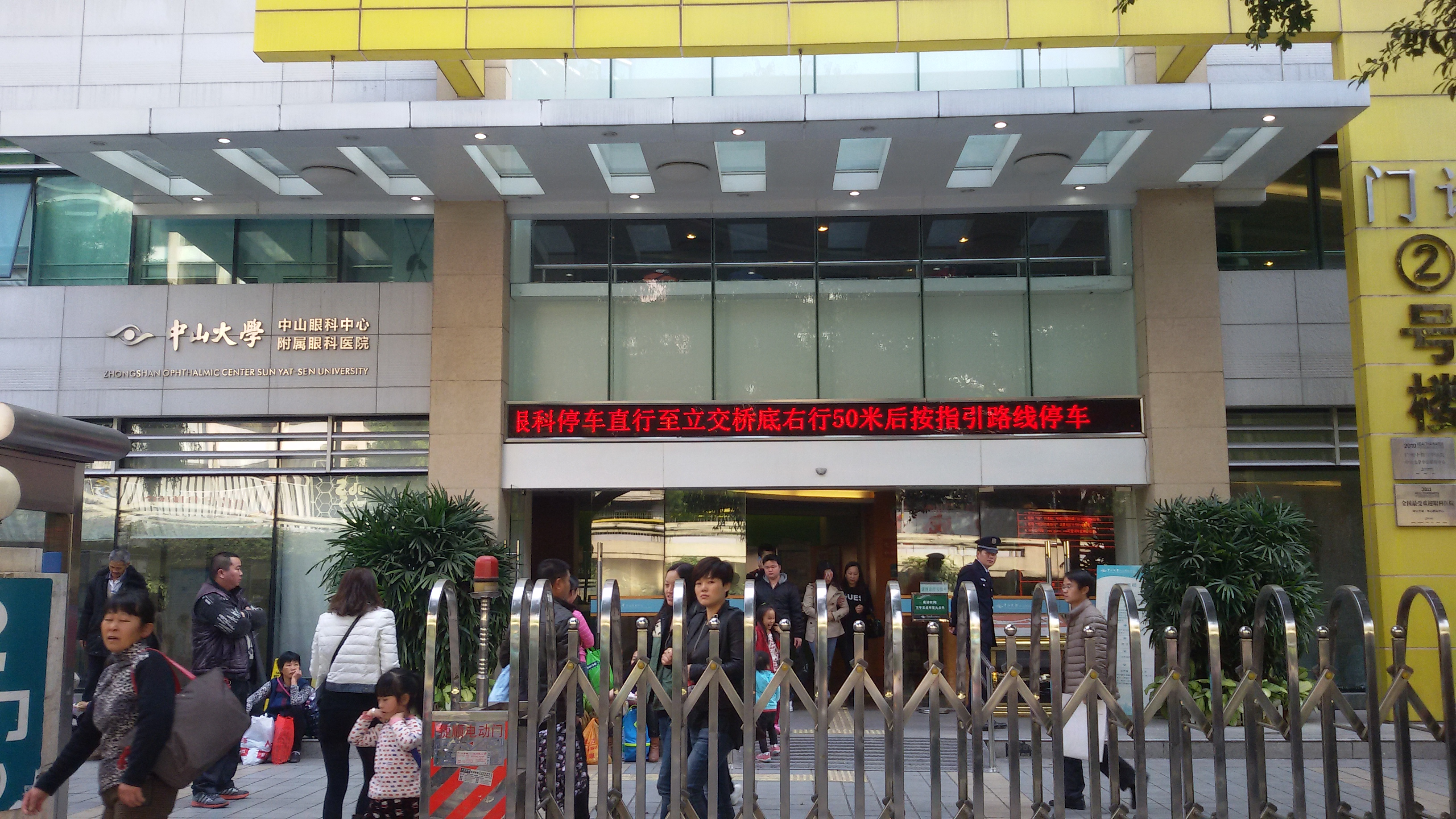
中山大學中山眼科中心区庄院区正門

中山大學中山眼科中心（英語：Zhongshan Ophthalmic Center of Sun Yat-sen University），又称中山大學附属眼科医院，是中國廣東省廣州市的一間公辦三甲眼科醫院，于1965年成立，位于越秀區先烈南路54號和天河區金穗路7號。该院隶属于中山大学，是中國內地的第一間高等院校附屬眼科醫院，由中华人民共和国国家卫生健康委员会直管并与广东省人民政府共建。

## 历史
- 1835年：美國傳教士醫師皮他·帕卡（Peter Parker）在廣州开办眼科醫局，是中國最早的西醫院。
- 1953年：由於中山大學醫學院和嶺南大學醫學院合并，眼科醫局合并为華南醫學院眼科教研組。
- 1954年：光華醫學院眼科与華南醫學院眼科教研組合并。
- 1956年：由於華南醫學院改名为廣州醫學院，眼科教研組一并改名为廣州醫學院眼科教研組。
- 1957年：教研組改名为中山醫學院眼科教研組。
- 1965年10月：陳耀真同毛文書教授等人一同开办中山醫學院眼科醫院，係中國內地第一間高等院校附屬眼科醫院。
- 1983年6月：中山醫學院中山眼科中心正式成立。
- 1985年：醫院改名为中山醫科大學中山眼科中心。
- 1997年：中山醫科大學眼科視光學系成立。
- 2001年10月：由於中山大學同中山醫科大學合并，醫院改名为中山大學中山眼科中心。
- 2018年5月7日：中山大学中山眼科中心特需门诊由区庄院区搬迁至珠江新城院区[1][2]。
- 2018年5月11日：中山大学中山眼科中心珠江新城院区正式开业[3]。
- 2018年6月11日：中山大学中山眼科中心珠江新城院区激光近视眼治疗中心正式开业[4]。
- 2018年7月12日：中山大学中山眼科中心珠江新城院区青光眼中心、眼底病中心正式开业[5]。
- 2018年7月16日：中山大学中山眼科中心珠江新城院区手术室正式开业[6]。

## 科研
眼科学国家重点实验室依托中山大学中山眼科中心建设。

## 交通
- 区庄院区（总院）：广州地铁5号线、6号线区庄站
- 珠江新城院区：广州地铁10号线杨箕东站